# L'uomo che guardava passare i treni
L'uomo che guardava passare i treni è un romanzo di Georges Simenon pubblicato il 30 ottobre 1938 da Gallimard. In italiano è stato pubblicato per la prima volta nel 1952, con il titolo Treni nella notte nella collana "I romanzi della palma", nuova serie, n. 29 di Arnoldo Mondadori Editore. Successivamente è stato pubblicato da Adelphi nel 1986, con la nuova traduzione di Paola Zallio Messori (collana "Biblioteca Adelphi" n. 169 e nei tascabili "gli Adelphi" n. 27, 1991). Il romanzo è incluso nella raccolta Romans I, a cura di Jacques Dubois e Benoît Denis, "Bibliothèque de la Pléiade", Gallimard, Paris 2003 (a sua volta tradotto in Romanzi, volume I, "La Nave Argo", Adelphi, 2004).

## Trama
Kees Popinga, "primo impiegato e procuratore" presso una ditta di forniture navali, vive a Groninga con la moglie e i due figli, in un ménage familiare sprofondato poco a poco nella noia. Quando il padrone Julius de Coster gli rivela che presto l'azienda sarà dichiarata fallita per bancarotta fraudolenta, Popinga si vede rovinato e al contempo si rende conto della limitatezza del tipo di vita condotto fino ad allora. Decide, pertanto, di scappare ad Amsterdam per incontrare Paméla, la maîtresse mantenuta di de Coster, al fine di conquistarla ma, di fronte alla risata beffarda della donna, la uccide accidentalmente.
Non gli resta allora altra via d'uscita che lasciare i Paesi Bassi e rifugiarsi a Parigi, dove inizia una vita assai diversa rispetto alla dimensione piccolo-borghese in cui ha sempre vissuto, frequentando prostitute e piccoli malviventi: conosce così Jeanne Rozier, la quale decide di aiutarlo nella latitanza, tenendolo nascosto presso un gruppo di malviventi stanziati fuori Parigi. Sospettando però un inganno, Popinga si dilegua nottetempo, tornando a Parigi, in cerca di Jeanne. Qui inizia un'esistenza errabonda, combattuto tra il desiderio di celebrità e la necessità d'eludere ogni controllo. Tuttavia, cede all'orgoglio aiutando le indagini della polizia circa una seconda aggressione da lui stesso compiuta su Jeanne e favorendo l'arresto della banda di delinquenti dal cui covo era evaso, grazie a informazioni precise inviate tramite posta ai giornali della città. Si crea una sorta di corrispondenza tra i giornalisti e il protagonista, il quale, tuttavia, rimane beffato dalla sorte avversa, derubato da un borseggiatore. Rimasto senza soldi, tenta invano di suicidarsi, ma viene arrestato e internato in un ospedale psichiatrico.

## Temi del romanzo
Come in altri romanzi di Simenon (Le Charretier de la Providence, Le coup de lune), è affrontata la questione del personaggio in rottura con il proprio ambiente d'origine, ma in questo caso appare più rilevante il tema dell'identità. Il protagonista non si riconosce nella visione che chi lo circonda ha di lui: sciocco per il suo ex datore di lavoro, folle per sua moglie, fino al ritratto che ne dà la stampa e che Popinga si affanna a cercare di correggere. Tenta perciò di abbandonare quei tratti caratteristici che potrebbero tradirlo: l'uomo col sigaro, l'uomo che trascorre la notte con le prostitute, l'uomo con la valigetta. Sfuggendo alle proprie abitudini, alla fine del romanzo si ritrova nudo nel senso letterale del termine.
Altro aspetto trattato è quello della libertà: in opposizione alla vita e alla morale piccolo-borghese di sempre, Popinga si trova completamente libero di fare le proprie scelte e di mettere a frutto le proprie capacità. Ma si tratta di una libertà priva di senso nel momento in cui non permette al protagonista di riconoscere la propria identità profonda.

## Peculiarità del romanzo
La narrazione alla terza persona assume la maggior parte delle volte il punto di vista lucido e distaccato del protagonista presentando tuttavia delle anticipazioni attribuibili a un narratore onnisciente. Gli avvenimenti hanno luogo secondo la logica della fatalità, similmente alle regole del gioco degli scacchi che Popinga conosce bene. Il testo è inoltre diviso in capitoli dotati di sottotitoli che ne preannunciano l'argomento imitando lo stile dei feuilletons.

## Personaggi
- Kees Popinga, olandese. Primo funzionario, procuratore della società Julius de Coster en Zoon. Sposato, due figli, 39 anni.
- Julius de Coster, direttore di una ditta di forniture navali.
- Jeanne Rozier, prostituta parigina.
- Lucas, commissario di polizia investigativa.

## Adattamenti cinematografici
Del romanzo è stato tratto nel 1953 dal regista britannico Harold French un adattamento cinematografico dal titolo Illusione (in originale The Man Who Watched the Trains Go By, noto in USA anche come The Paris Express), con Claude Rains.

## Edizioni
- (FR) Georges Simenon, L'Homme qui regardait passer les trains, Parigi, Gallimard, 1938.
- Georges Simenon, L'uomo che guardava passare i treni, Milano, Adelphi, 1986.